# Ethmiinae
De Ethmiinae zijn een groep van vlinders uit de superfamilie Gelechioidea, die voorheen wel de status van familie Ethmiidae kreeg. De groep wordt tegenwoordig vaker beschouwd als de onderfamilie Ethmiinae van de grasmineermotten (Elachistidae). Het typegeslacht van dit taxon is Ethmia. De onderfamilie telt zo'n 250 beschreven soorten, waarvan er maar vijf in Nederland en België voorkomen of -kwamen:
- Ethmia bipunctella (Grote zwartwitmot)
- Ethmia chrysopyga
- Ethmia dodecea (Tienvlekzwartwitmot)
- Ethmia quadrillella (Kleine zwartwitmot)
- Ethmia terminella (Vierpuntzwartwitmot)

## Geslachten
- Agrioceros
- Betroka
- Erysiptila
- Ethmia
- Macrocirca
- Pseudethmia
- Sphecodora

## Afbeeldingen

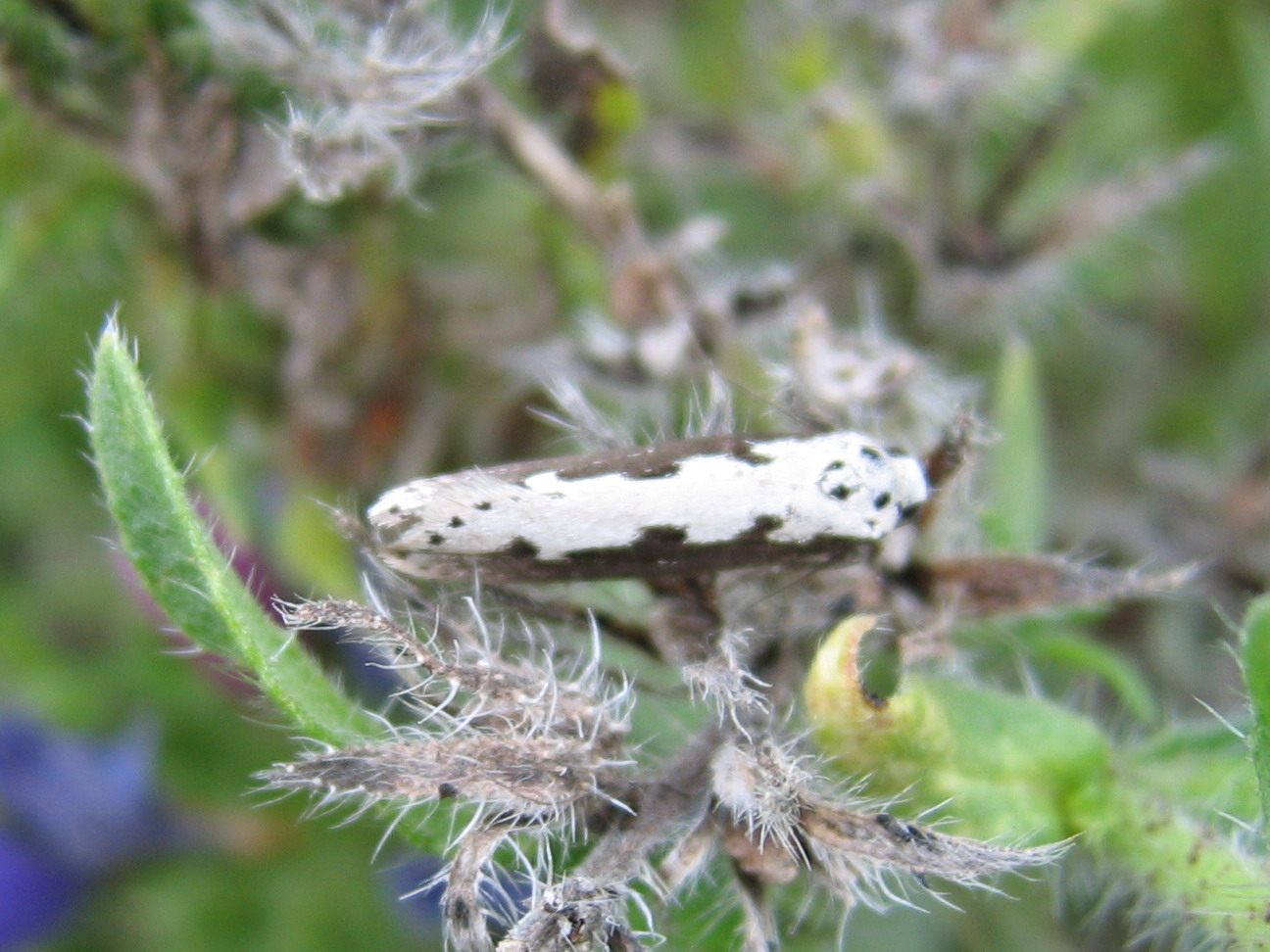
Grote zwartwitmot Ethmia bipunctella
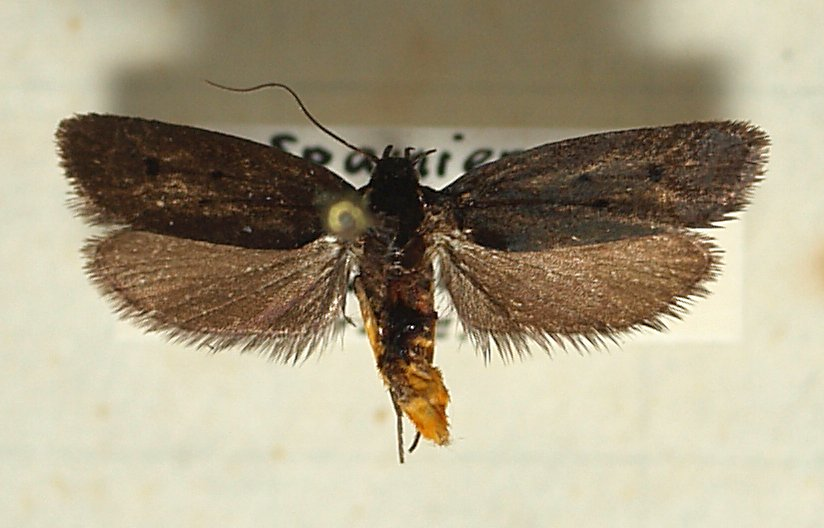
Ethmia chrysopyga
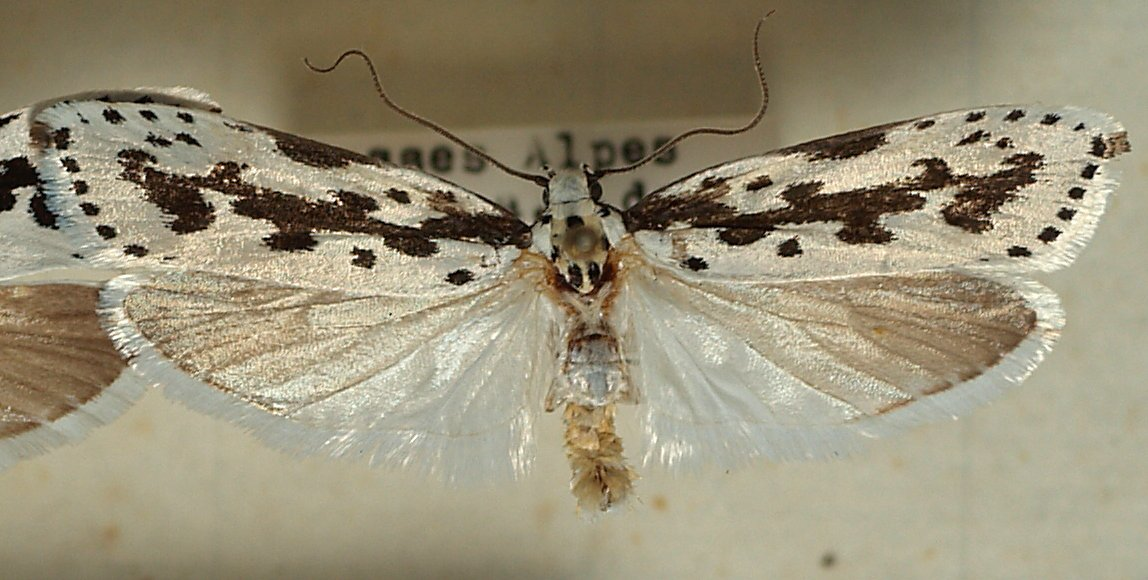
Ethmia pusiella
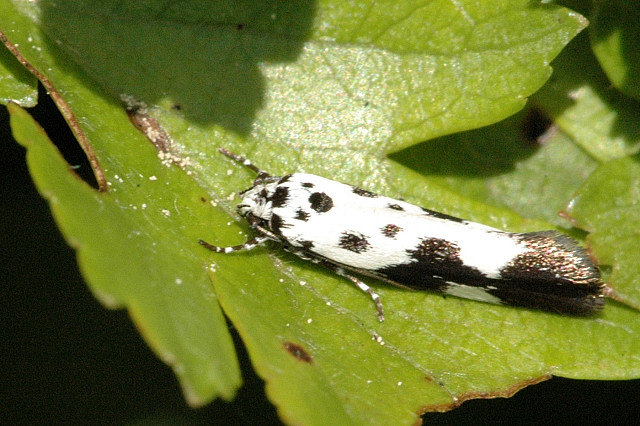
Kleine zwartwitmot Ethmia quadrillella
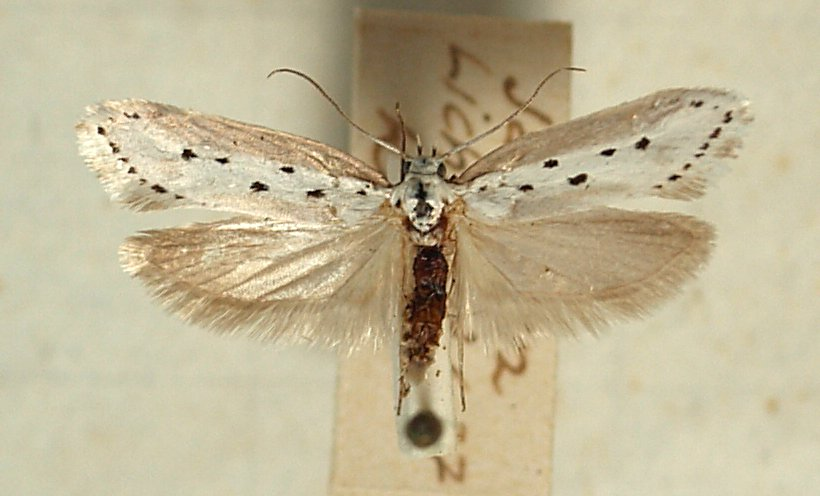
Vierpuntzwartwitmot Ethmia terminella